# アース・フロンティアへようこそ☆
『アース・フロンティアへようこそ☆』は、あいざわひろしによる日本の漫画作品。『E☆2』（発行：メディエイション 発売：ビオ・マガジン）にてVol.10より連載中。単行本はE☆2コミックスより既刊1巻。

## ストーリー
主人公の甘粕謙一郎は高等部に進級したばかりの高校1年生。
部活動が必修の高等部でインターネット研究部という名目で活動しているオンラインゲーム部に勧誘されたことから、オンラインゲームの世界に入り込んでいく。

## 登場人物
（）内は『アース・フロンティア』内でのハンドル名。
甘粕謙一郎（ケン）
主人公。高校1年。
青葉つかさ（ツカサ）
主人公の幼なじみ。高校1年。
千手静（シズカ）
インターネット研究部部長。インターネット研究部創設者。学年は不明。
鈴瀬祐里（ユーリ）
インターネット研究部部員。
紅咲真綾
インターネット研究部部員。
イツキ
EFO（ゲーム内）のみに登場。本名不明。
謙一郎の母
現実にのみ登場。本名不明。
本名不明の男
EFO（ゲーム内）にのみ登場。ハンドル不明。ツカサとグループを組んでプレイしていたが、カイアファス洞窟で死亡（もちろんゲームで死亡した、ということである）。
吉野さくら
現実にのみ登場。コンピューター部部長。千手静と幼稚園舎からの知り合い。

## アース・フロンティア・オンラインについて
題材になっている架空のオンラインゲームアース・フロンティア・オンラインは、『.hack』のような、近未来のサイバーパンク世界にある仮想現実型ゲームではなく、現在のパーソナルコンピュータでプレイ可能なベータ版のMMORPGという設定である。
また、ゲームは『ラグナロクオンライン』や『ファイナルファンタジーXI』（あいざわひろしは『ファイナルファンタジーXI』のプレイ経験があり同人誌も発行している）の影響を受けたオリジナルなものとなっている。
単行本の解説によると、韓国・日本で共同開発されている、パソコン専用の独自物理エンジンを使用したアクション性の強いMMORPGという設定になっている。